# Michael Sela
Michael Sela (Mieczyslaw Solomonowicz; Tomaszów Mazowiecki, 2 de março de 1924 – 27 de maio de 2022) foi um bioquímico e imunologista israelense.

## Vida
Sela estudou no Instituto Weizmann de Ciência, onde obteve um doutorado, orientado por Ephraim Katzir. No pós-doutorado trabalhou com Christian Boehmer Anfinsen em seu laboratório dos Institutos Nacionais da Saúde. Em 1957 retornou para o Instituto Weizmann de Ciência, onde dedicou-se à imunologia e tornou-se professor. De 1963 a 1975 foi diretor da seção de imunologia. Em 1970/71 foi vice-presidente do Instituto Weizmann de Ciência, e de 1970 a 1973 decano da Faculdade de Biologia.
Em 1998 recebeu o Prêmio Wolf de Medicina com Ruth Arnon. Em 1959 recebeu o Prêmio Israel e em 1968 o Prêmio Rothschild. Em 1973 recebeu o Prêmio Emil Behring, em 1980 o Prêmio Internacional da Fundação Gairdner, em 1995 a Medalha de Ouro Albert Einstein, da UNESCO.

## Publicações
- Peter Frieß, Andreas Fickers (Hrsg.): Heinz A. Staab und Michael Sela sprechen über die wissenschaftliche Zusammenarbeit zwischen Israel und Deutschland als Grundlage für die Völkerverständigung Deutsches Museum, Bonn 1995,  OCLC 3924183937

## Morte
Michael Sela morreu no dia 28 de maio de 2022, aos 98 anos de idade.